# Citroën Xsara Picasso
El Citroën Xsara Picasso es un monovolumen del segmento C producido por el fabricante de automóviles francés Citroën desde el año 1999 hasta 2011 en Europa y China y hasta 2012 en Brasil, Argentina y Egipto. Es un tracción delantera con motor delantero transversal, y todas sus motorizaciones son de cuatro cilindros en línea y fabricadas por el Groupe PSA. Está derivado del prototipo original Xanae, diseñado por Antonis Volanis, que inspiró el concepto actual Visiospace de la marca.
Está basado en el Citroën Xsara, un automóvil de turismo también del segmento C. El diseño fue supervisado por Donato Coco. El Xsara Picasso es un cinco plazas con asientos traseros individuales, que pueden plegarse y quitarse del habitáculo.
El Xsara Picasso fue pensado para aprovechar el nicho de mercado iniciado por el Renault Scénic y expandido por los Opel Zafira y Fiat Multipla.
Los motores gasolina son un 1.6 litros de 95 CV de potencia máxima, un 1.8 litros de 112 CV de potencia máxima, y un 2.0 litros de 149 CV. Los diésel son un 1.6 litros con intercooler y turbocompresor sencillo de 92 CV o bien de geometría variable y 110 CV, y un 2.0 litros con turbocompresor de geometría fija y 90 CV (modelo antiguo). Todos los motores son de cuatro válvulas por cilindro, salvo el diésel 2.0, que es de dos válvulas por cilindro, y todos los diésel tienen inyección directa common-rail.
A lo largo de su período de fabricación el Xsara Picasso ha sufrido cambios en su diseño, como un restyling de las unidades comercializadas a partir de 2004, con el cual este modelo adquirió una apariencia más moderna, se incluyeron nuevos modelos de llantas y tapacubos a elegir y además cabe mencionar distintos cambios mínimos, sobre todo de acabados, la incorporación del sensor de encendido de luces en la oscuridad en todas las unidades exclusivas y algunas unidades no exclusivas e incorporación de sensores de aparcamiento en la parte trasera de todas las unidades de la versión exclusiva fabricadas a partir de 2007, por otro lado también se aplicaron cambios relacionados con el motor. A principios de 2010 se incorporan unos nuevos espejos exteriores, los cuales son más altos.
Tras el lanzamiento de su sustituto en 2006, el Citroën C4 Picasso, el Xsara Picasso continuó en producción en Europa con una gama reducida y precios más accesibles. El Xsara Picasso también fue construido en otros países, como Brasil, donde tenía motorizaciones bicombustible gasolina/etanol, y en Egipto.
En el año 2010, se anunció que se pondría fin a la producción del Xsara Picasso en las fábricas europeas debido a que ya no podría cumplir con las nuevas normas medioambientales de la Unión Europea que entraron en vigor en enero de 2011. En las fábricas de Brasil y Egipto se continuaría fabricando, hasta que en abril de 2012 se anunciaría el fin de su fabricación para dar paso al Citroën C3 Picasso como su heredero.

## Motorizaciones
| Periodo                        | 2000-2001             | 2001-2005             | 2006-2010             | 2000-2006             | 2003-2007              |                       |                       |                       |                       |                       |                       |                       |                       |                       |                       |
| Identificación del motor       | TU5 JP                | TU5 JP                | TU5 JP4               | EW7 J4                | EW10 J4                |                       |                       |                       |                       |                       |                       |                       |                       |                       |                       |
| Tipo de motor                  | L4 8v                 | L4 8v                 | L4 16v                | L4 16v                | L4 16v                 |                       |                       |                       |                       |                       |                       |                       |                       |                       |                       |
| Diámetro x carrera             | 78.5 mm × 82.0 mm     | 78.5 mm × 82.0 mm     | 78.5 mm × 82.0 mm     | 82.7 mm × 81.4 mm     | 85.0 mm × 88.0 mm      |                       |                       |                       |                       |                       |                       |                       |                       |                       |                       |
| Cilindrada                     | 1587 cm³              | 1587 cm³              | 1587 cm³              | 1749 cm³              | 1997 cm³               |                       |                       |                       |                       |                       |                       |                       |                       |                       |                       |
| Relación de compresión         | 9.6: 1                | 9.6: 1                | 11.0: 1               | 10.8: 1               | 10.8: 1                |                       |                       |                       |                       |                       |                       |                       |                       |                       |                       |
| Potencia máxima: CV (kW) @ rpm | 88 CV (65 kW) @ 6000  | 95 CV (71 kW) @ 5700  | 110 CV (81 kW) @ 5800 | 115 CV (85 kW) @ 5500 | 136 CV (100 kW) @ 6000 |                       |                       |                       |                       |                       |                       |                       |                       |                       |                       |
| Par máximo: Nm @ rpm           | 135 Nm @ 3500         | 138 Nm @ 3500         | 147 Nm @ 3000         | 163 Nm @ 4000         | 190 Nm @ 4100          |                       |                       |                       |                       |                       |                       |                       |                       |                       |                       |
| Tracción                       | Delantera             | Delantera             | Delantera             | Delantera             | Delantera              | Delantera             | Delantera             | Delantera             | Delantera             | Delantera             | Delantera             | Delantera             | Delantera             | Delantera             | Delantera             |
| Transmisión                    | Manual, 5 velocidades | Manual, 5 velocidades | Manual, 5 velocidades | Manual, 5 velocidades | Manual, 5 velocidades  | Manual, 5 velocidades | Manual, 5 velocidades | Manual, 5 velocidades | Manual, 5 velocidades | Manual, 5 velocidades | Manual, 5 velocidades | Manual, 5 velocidades | Manual, 5 velocidades | Manual, 5 velocidades | Manual, 5 velocidades |
| Peso                           | 1240 kg               | 1240 kg               | 1268 kg               | 1245 kg               | 1326 kg                |                       |                       |                       |                       |                       |                       |                       |                       |                       |                       |
| Aceleración 0–100 km/h         | 16.5 s                | 15.0 s                | 11.4 s                | 12.6 s                | 10.9 s                 |                       |                       |                       |                       |                       |                       |                       |                       |                       |                       |
| Velocidad máxima               | 170 km/h              | 171 km/h              | 180 km/h              | 187 km/h              | 192 km/h               |                       |                       |                       |                       |                       |                       |                       |                       |                       |                       |
| Consumo combinado (L/100 km)   | 7.7                   | 7.6                   | 7.3                   | 7.7                   | 8.7                    |                       |                       |                       |                       |                       |                       |                       |                       |                       |                       |

| Periodo                        | 2006-2010                                                  | 2004-2010                                                  | 2000-2006                                    |                       |                       |                       |                       |
| Identificación del motor       | DV6 ATED4                                                  | DV6 TED4                                                   | DW10 A                                       |                       |                       |                       |                       |
| Tipo de motor                  | L4 16v, inyección directa, common-rail, turbo, intercooler | L4 16v, inyección directa, common-rail, turbo, intercooler | L4 8v, inyección directa, common-rail, turbo |                       |                       |                       |                       |
| Diámetro x carrera             | 75.0 mm × 88.3 mm                                          | 75.0 mm × 88.3 mm                                          | 85.0 mm × 88.0 mm                            |                       |                       |                       |                       |
| Cilindrada                     | 1560 cm³                                                   | 1560 cm³                                                   | 1997 cm³                                     |                       |                       |                       |                       |
| Relación de compresión         | 17.6: 1                                                    | 17.6: 1                                                    | 18.0: 1                                      |                       |                       |                       |                       |
| Potencia máxima: CV (kW) @ rpm | 92 CV (66 kW) @ 4000                                       | 110 CV (80 kW) @ 4000                                      | 90 CV (66 kW) @ 4000                         |                       |                       |                       |                       |
| Par máximo: Nm @ rpm           | 215 Nm @ 1750                                              | 240 Nm @ 1750                                              | 205 Nm @ 1900                                |                       |                       |                       |                       |
| Tracción                       | Delantera                                                  | Delantera                                                  | Delantera                                    | Delantera             | Delantera             | Delantera             | Delantera             |
| Transmisión                    | Manual, 5 velocidades                                      | Manual, 5 velocidades                                      | Manual, 5 velocidades                        | Manual, 5 velocidades | Manual, 5 velocidades | Manual, 5 velocidades | Manual, 5 velocidades |
| Peso                           | 1290 kg                                                    | 1318 kg                                                    | 1300 kg                                      |                       |                       |                       |                       |
| Aceleración 0–100 km/h         | 12.1 s                                                     | 10.8 s                                                     | 14.9 s                                       |                       |                       |                       |                       |
| Velocidad máxima               | 175 km/h                                                   | 183 km/h                                                   | 172 km/h                                     |                       |                       |                       |                       |
| Consumo combinado (L/100 km)   | 5.1                                                        | 5.1                                                        | 5.5                                          |                       |                       |                       |                       |

## Prototipos
- Citroën Xanae (1994).